# Палац Чорторийських-Дідушицьких
Палац Чорторийських-Дідушицьких в Яблуневі — історична будівля в селі Яблуневі Копичинецької громади Чортківського району Тернопільської области.

## Історія
Збудований 1820 року. З тих часів збереглися майстерно виконані сходи з перилами роботи майстра Івана Шасткова.
1884 року в двоповерховому маєтку поміщиці Чарторийської перебував Іван Франко разом із Володиславом Федоровичем. Письменник працював у бібліотеці з документами і матеріалами про українську патріотичну родину Федоровичів.
1991 року на фасаді палацу була встановлена меморіальна дошка Іванові Франку.
Поруч із садибою чотири ставки та давній парк, який в 1840-х роках заклали Дідушицькі, запросивши фахівців із Франції. Нині на цій території є букова алея, багатовікові дерева: горіх маньчжурський, бук пурпуролистий, американські сосни, 200-річна липа дрібнолиста, дві тополі віком 150–200 років.